# Cola attiensis
Cola attiensis és una espècie d'arbre pertanyent a la família de les malvàcies. És endèmica de Costa d'Ivori. És un arbust o arbre petit que arriba als 4 m d'alçada. Es troba sota d'arbustos a la selva humida o a les riberes de rius a Costa d'Ivori i al sud de Nigèria. Una part de la planta s'utilitza a Costa d'Ivori per tractar les hemorroides.
Un extracte de la planta presenta propietats contra la Leishmaniasis.